# Jindřich IV. z Hradce
Jindřich IV. z Hradce (13. dubna 1442 – 17. ledna 1507) byl český šlechtic z rodu pánů z Hradce, který za Vladislava Jagellonského zastával funkce nejvyššího komorníka Českého království a nejvyššího pražského purkrabího.

## Život
Byl synem Jana IV. z Hradce, zvaného Telecký, a Kateřiny ze Šternberka, dcery Jaroslava ze Šternberka a Veselí. Protože v roce 1453 Oldřich z jindřichohradecké větve rodu zemřel bez potomků a také Jan Telecký již byl po smrti, zdědili veškeré majetky pánů z Hradce Jindřich a jeho bratr Heřman (král Ladislav Pohrobek se zřekl práva odúmrti). Poručníkem nezletilých bratrů byl Arnošt z Leskovce; po jeho smrti došlo ke sporům s jeho dědici, které musel rozhodnout král Jiří z Poděbrad. Novým poručníkem se stal jejich strýc Zdeněk ze Šternberka, který prý (dle Jana z Rabštejna) více dbal svého obohacení než prospěchu sirotků.
Jindřich se ujal správy rodového majetku po smrti bratra a dosažení zletilosti. Jeho politické postoje pravděpodobně ovlivňoval i poté Zdeněk ze Šternberka, s jehož dcerou Eliškou, tedy svou sestřenicí, se oženil. Jindřich patřil k zakládajícím členům zelenohorské jednoty, která se postavila proti králi Jiřímu z Poděbrad. V roce 1467 došlo právě na jeho Hradci k jednání obou znesvářených stran, dohody však nebylo dosaženo. V průběhu následných bojů pak byl Jindřichův Hradec obležen vojskem vedeným Jindřichem Minsterberským a Janem z Rožmberka, ale město se ubránilo.
Spolu s ostatními katolickými pány jednoty podporoval Jindřich Matyáše Korvína a poté, co Matyáše jednotníci zvolili roku 1469 v Olomouci za českého (vzdoro)krále, byl Jindřich odměněn funkcí nejvyššího komorníka. Matyášovi zůstal věrný i po smrti Jiřího z Poděbrad a po nástupu Vladislava Jagellonského, teprve po roce 1479 se dal do služeb krále Vladislava. Působil jako hejtman kraje Bechyňského a Vltavského. Na Vladislavově dvoře dosáhl vysokých hodností, v roce 1484 byl jmenován nejvyšším komorníkem, v roce 1503 se stal nejvyšším purkrabím. Když po Matyášově smrti získal Vladislav i Uhry a sídlil v Budíně, byl Jindřich z Hradce jedním ze čtyř správců českého království. Věnoval se také přestavbě a rozšíření svého sídla v Jindřichově Hradci. V roce 1483 povýšil král Vladislav znak města o svůj monogram „W“ s korunkou, přestože šlo o poddanské město. O život přišel Jindřich nešťastnou náhodou na honu, když se při převrácení saní probodl oštěpem.

## Rodina
Jindřich IV. z Hradce byl čtyřikrát ženatý. Po smrti Elišky ze Šternberka se oženil s Anežkou Tovačovskou z Cimburka a potom s Magdalenou z Gleichenu, obě však brzy zemřely a nedaly mu potomka. Jeho poslední manželkou se stala Anna z Minsterberka, dcera Hynka z Poděbrad. S ní měl dvě děti:
- 1. Adam I. z Hradce (14. květen 1494 – 15. červen 1531 Praha)[1] – nejvyšší kancléř Českého království
  - ∞ (1515) Anna z Rožmitálu (1500 – 12. 12. 1563)
- 2. Anna (asi 1497 – po 5. 10. 1570)
  - 1. ∞ (1513) Hynek Boček z Kunštátu († 1518)
  - 2. ∞ (1520) Ladislav ze Šternberka († 18. 11. 1521)
  - 3. ∞ (26. 11. 1522) Jindřich VII. z Rožmberka (15. 1. 1496 – 15. 8. 1526)